# Günter Heuzeroth
Günter Heuzeroth (* 7. September 1934 im Westerwald, Rheinland-Pfalz) ist ein deutscher Sachbuchautor.

## Leben
Günter Heuzeroth wuchs in einem kleinen Dorf im Westerwald in einer bäuerlichen Familie auf. Nach dem Studium der Religions- und der Heilpädagogik absolvierte er eine Ausbildung zum Gestalttherapeuten und arbeitete anschließend als Heilpädagoge und Drogentherapeut. Er lebt seit 1970 mit seiner gegründeten Familie in Oldenburg.
Zugleich widmete sich Heuzerath der Erforschung der Zeitgeschichte sowohl seiner Herkunfts- als auch seiner Wahlheimatregion und publizierte dazu zahlreiche Literatur. In den 1980er und 1990er Jahren veröffentlichte er unter anderem eine 8-bändige Dokumentationsreihe über die Zeit Unter der Gewaltherrschaft des Nationalsozialismus 1933-1945 in der Weser-Ems-Region. Mit seiner Sammlung zur Geschichte der Zwangsarbeiter in der oben genannten Region zur Zeit des Nationalsozialismus war er einer der Ersten auf dem genannten Gebiet.
Ende der 1980er-Jahre gründete Heuzerath die „Bürgerinitiative Sinti in Oldenburg“. Erfolgreich warb die Initiative – zu der auch Angehörige betroffener Familien zählten – bei der Stadt Oldenburg um Unterstützung für einen Gedenkort mit einem Mahnmal für die Sinti-Opfer des Nationalsozialismus in der Oldenburger Region. Es war der erste Gedenk- und Mahnstein für die Sinti-Opfer als Erinnerungsort in der Bundesrepublik Deutschland, der 1989 von öffentlicher Hand gefördert und eingeweiht wurde. Der von dem Oldenburger Bildhauer Eckart Grenzer gestaltete Gedenkstein wurde im November 1989 eingeweiht. Er erinnert an die 74 Sinti-Opfer aus der Region Oldenburg, die alle auf dem Mahnmal namentlich genannt werden.
Ein Jahr später wurde auch eine Straße in Oldenburg mit der Bezeichnung „Familie Mechau-Straße“ von der Stadt und der Initiative eingeweiht, benannt nach einer Familie, die im Holocaust 13 Personen verlor.

## Schriften
- Jüdisch-deutsche Mitbürger unserer Heimat im Westerwald, 1978.
- Der Westerwald unter dem Nationalsozialismus. Vom Aufstieg und Fall einer Wahnsinnsidee, Oldenburg 1983.
- Kriegsgefangene und Zwangsarbeiter 1939–1945 im Westerwald, Oldenburg 1987.
- 8 Bände: Unter der Gewaltherrschaft des Nationalsozialismus 1933-1945 – in Weser-Ems:
  - Band I: Verfolgte aus politischen Gründen – Widerstand und Verfolgung der regionalen Arbeiterbewegung in Dokumenten, Lebensberichten und Analysen, dargestellt an den Ereignissen in Weser-Ems, Osnabrück 1989.
  - Band II: Verfolgte aus rassischen Gründen – Jude – Zigeuner, Osnabrück 1985.
  - Band III: Verfolgte aus religiösen Gründen – Kirche – Zeugen Jehovas, Osnabrück,
  - Band V/1: Die im Dreck lebten. Ausländische Zwangsarbeiterinnen u. Zwangsarbeiter, Kriegsgefangene ...in der Stadt Oldenburg, Osnabrück 1993.
  - Band IV/2: Die im Dreck lebten. Ausländische Zwangsarbeiterinnen u. Zwangsarbeiter, Kriegsgefangene ...in Wilhelmshaven, Delmenhorst, Bremen und Bremerhaven, Osnabrück 1994.
  - Band IV/3: Die im Dreck lebten. Ausländische Zwangsarbeiterinnen u. Zwangsarbeiter, Kriegsgefangene ...in den Landkreisen, Ammerland, Wesermarsch und Friesland, Osnabrück 1996.
  - Band IV/4: Die im Dreck lebten. Ausländische Zwangsarbeiterinnen u. Zwangsarbeiter, Kriegsgefangene ...in Ostfriesland, Osnabrück 1995.
  - Band IV/5: Die im Dreck lebten. Ausländische Zwangsarbeiterinnen u. Zwangsarbeiter, Kriegsgefangene u. d. Lager in d. Landkreisen Oldenburg, Cloppenburg u. Vechta, Osnabrück 1996.
- …viel solches bleibt mir ungetan. Hedwig. Das stürmische Leben einer Westerwälderin. Hedwig Schäfer-Eichbauer. Druck- und Verlags-Cooperative, Osnabrück 1998, ISBN 3-925713-30-1.
- Leben in der französischen Besatzungszone 1945-1951 – Zeitgeschehen
- Humanitäre Hilfe für Deutschland nach den beiden Weltkriegen – Die Aktivitäten der USA und der amerikanischen und englischen Quäkerhilfsdienste, am Beispiel in der Region Oldenburg, Oldenburg 2009.
- Baltenflüchtlinge nach dem Zweiten Weltkrieg im deutschen Exil – Dargestellt an den Baltenkollonien im Oldenburger Land, 2013; im Internet: Stadt Oldenburg, Kulturzentrum Rennplatz, Geschichte
- Gedichtband: Wegzeichen – mit 300 lyrischen und prosaischen Gedichten von über 50 Jahren – aus dem Leben gegriffen, unveröffentlicht, kann kostenlos als PDF-Version angefordert werden
- Gedichtband: Auf Reisen Geschriebenes, unveröffentlicht, kann als PDF-Version kostenlos angefordert werden